# Natacha López García
Natacha López García (València, 1981) és una atleta valenciana.
Corredora de curses populars ha estat protagonista d'alguns reptes, entre els quals destaca córrer ininterrompudament durant 742 dies i guanyar la mitja marató de La Pobla de Farnals estant embarassada de sis mesos i mig. Ha participat en més de 500 curses i l'any en el que va debutar en la distància de la marató va ser subcampiona autonòmica a la marató de Castelló.
L'any 2015 li van diagnosticar un càncer de mama, a conseqüència del qual van haver de fer-li quimioteràpia durant 6 mesos, li van realitzar una mastectomia i va rebre tractament de radioteràpia. El 14 de maig de 2017, 22 mesos més tard de diagnosticar-li el càncer de mama, va guanyar la Vitoria-Gasteiz Maratón Martín Fiz en categoria femenina. L'endemà, ingressava a l'hospital per a la reconstrucció del pit. Per eixes mateixes dates, Natacha va ser portada a Interviú, ensenyant la cicatriu que mostra que la corredora valenciana havia superat el càncer de mama i visibilitzar la lluita de les dones contra el càncer de mama.
A rel de la malaltia passada, va plantejar-se un nou repte amb el seu marit, el repte 42K Càncer, que consistix a córrer 15 maratons en un any.